# Стјуарт Пирс
Стјуарт Пирс (Лондон, 24. април 1962) бивши је енглески фудбалер и садашњи фудбалски тренер. Пирс је био тренер репрезентације Енглеске испод 21 године од 2007. до 2013. године, а такође водио је тим Велике Британије на Летњим олимпијским играма 2012. године.
Као играч, Пирс је био дефанзивац, а наступао је за Велдстоун, Ковентри Сити, Нотингем Форест, Њукасл јунајтед, Вест Хем јунајтед, Манчестер Сити и Лонгфорд. Највећи учинак остварио је у Нотингем Форесту, где је био капитен и за који је на 401 утакмици постигао 63 гола. Пензионисао се као играч 2002. године, док је био у Манчестер Ситију, где је након тога радио као тренер, а касније и као менаџер.
Године 2016. изашао је из пензије потписавши уговор са Лонгфордом, тимом који је назван „најгори у Великој Британији”.

## Биографија
Пирс је рођен 24. априла 1962. године у Хамерсмиту, предграђу Лондона. Похађао је Френт школу у Кингбрију, да би након тога похађао школу Клармон у Кентону. Поред фудбала, Пирс је љубитељ панк рок музике, а један од омиљених бендова му је The Lurkers.  Пирс наводи The Stranglers као један од омиљених страних бендова. Године 1998-. Пирс је учествовао у саобраћајној несрећи, када се аутомобил који се сударио са камионом преврнуо на кров. Фудбалер је прошао са мањим повредама руку.
 Његова биографија под називом Psycho објављена је 2001. године. Пирсов брат Денис члан је Британске националне партије и био је трећи на листи БНП за Лондон, на изборима за Европски парламент 2009. године. Пирс је љубитељ рагби лиге и неколико пута је виђен како подржава Варингтон Волвс.
Дана 9. новембра 2016. године Пирс је проглашен за најбољег просечног менаџера Премијер лиге у студији која је обухватала свих 209 менаџера Премијер лиге по сајту Voucherbox, након анализе статистика све 24 сезоне такмичења. Пирс као бивши тренер Манчестер Ситија и Нотингем Фореста има учинак од 32 победе и 26 ремија, са коефицијентом 30,77%.

## Клупска каријера
Пирс није успео да уђе у тим Квинс Парк рејнџерси, након чега је добио понуду из Хул Ситија коју је одбио. Уместо тога покренуо је каријеру у аматерском фудбало са Велдстоуном и радио као електричар. Скоро пет година био је међу најбољим играчима нелигашког фудбала Премијер лиге. Ковентри Сити понудио је Велдстоуну 30.000 британских фунти за Пирса. Након тога он је заиграо за Корентри Сити, одмах професионално. Играо је на тврд али коректан начин игре.
Две године касније, 1985. године Пирса је у Нотингем Форест довео менаџер Брајан Кот, а продат је за 300.000 фунти. Провео је 12 година у Нотингем Форесту, већином као капитен клуба. Током каријере за овај клуб освојио је два Енглеска Лига купа и Куп пуноправних чланова, такође постигао гол из слободног ударца у финалу ФА купа 1991. године, када је Тотехем победио Нотингем Форест. Пирс је такође допринео победама Нотингем Фореста у Енглеском Лига куоу и Купу лига пуноправних чланова. Наредне године пропустио је утакмицу у финалу Енглеског лига купа 1992. када је Нотингем Форест изгубио од Манчестер јунајтеда.
Године 1993. Нотингем Форест је избачен из Премијер лиге, а Брајан Кот је поднео оставку после 18 година као менаџер, али је Пирс одлучио да остане у тиму и капитен. Помогао је клубу да заврши на трећем месту Премијер лиге 1995. године и стогне до четвртфинала УЕФА Лига Европе 1996. године. У сезони 1996/1997. Нотингем Форест се борио за лигу, а менаџер Френк Кларк поднео је оставку у децембру, након чега је тридесетчетворогодишњи Пипрс постављен за менаџера клуба истог месеца 1996. године. Његов први меч као менаџера, Нотингем је играо против Арсенала. Након два месеца заменио га је Дејв Басет, а Нотингем Форест је након тога спао на зачеље табеле. Пирс је одлучио да напусти клубна крају сезоне 1996–97. после 12 година.
Заједно са Ијаном Рашом у сезони 1997/1998. придружуио се Њукасл јунајтеду, а играо је у финалу ФА купа 1998. године. За Њукасл јунајтед постигао је гол на утакмици УЕФА Лиге шамптиона против Динамо Кијева. Након тога, Пипрс и остали играчи били су изоловани доласком Руда Гилта на место тренера. Наводи се да је Гилт хладнокрвно третирао Пирса и остале играче и држао их као резерве упркос томе што су пре тога доста допринели клубу. Пирс и Барнс у својим биографијама тврде да су се осећали угрожено од стране старијих играча у саставу и да им је онемогућено да играју. Каријеру је након тога наставио у Вест Хем јунајтеду, а дебитовао је 7. августа 1999. године против домаћина Тотенхем хотспера. Први погодак за Вест Хем јунајтед постигао је 21. октобра 2000. године на утакмици против Арсенала. Остварио је 50 наступа на свим такмичењима за Вест Хем јунајтед и постигао три гола. У лето 2001. године Пирс је потписао уговор са Манчестер Ситијем. Био је капитен у Првој дивизији, а професионалну каријеру завршио је 2002. године За Манчестер Сити постигао је 3 гола, а одиграо 38 утакмица.
Дана 28. јануара 2016. године у 53. години живота, 13 година од одласка у пензију, Пирс је потписао уговор са нелигашким тимом Лонгфорд, који је називан „најгорим у Великој Британији”. Дана 12. марта Пипрс је дебитовао за Лонфорд, ушао је у другом полувремену, а његов тим изгубио је 1:0 од Ботон Роверса.
Пирс је током каријере добио надимак „Психо”, због неуморности током утакмица. У почетку су га тако само звали навијачи Нотингем Фореста, а касније и остали у Енглеској. Бивши репрезентативац Енглеске Мет ле Тисијер описао је Пирса као најстрашнијег противника у својој књизи aking Le Tiss. Бивши играч Нотингем Фореста Рој Кини истакао је да је Пирс „човек међу дечацима” из Нотингем Фореста. Уважавајући Пирсов таленат и подршку разном добротворним организацијама, краљица Елизабета II га је у јануару 1999. одликовала Орденом Британског царства.

## Тренерска каријера
Пирс је за репрезентацију Енглеске дебитовао на утакмици против репрезентације Бразила 19. маја 1987. године у 25. години живота. Први гол за репрезентацију Енглеске постигао је 25. априла 1990. године на мечу против репрезентације Чехословачке. Пипрс је играо на Светском првенству 1990. године. Пирс је био једна од двојице играч акоји су промашили пенал на првенству, на утакмици против Западне Немачке, а резултат је на крају завршен резултатом 1:1.
Дана 8. јуна 1991. године Пирс је постигао први гол за репрезентацију,  на утакмици против репрезентације Новог Зеланда. Ова утакмица била је 40. наступа Пирса за репрезентацију. Такође је за репрезентацију Енглеске играо на Европском првенству 1996. године. Пирс је постигао последњи гол за репрезентацију Енглске 15. новембра 1995. године на утакмици против селекције Швајцарске. Пошто је Тери Ванблес 1994. постао тренер репрезентације Енглеске, Пирс је изгубио место у тиму. Међутим, када је Ле Саук у децембру 1995. сломио ногу, Пирс се вратио екипи.
Пирс је имао намеру да се повуче из међународног фудбала након Европског првенства 1996., али нови национални репрезентативац Глен Хондел наговорио га је да се предомисли и наставио је међународну каријеру још неколико сезона. Није изабран да игра на Светско првенство 1998. године. Последњи наступ за Енглеску Пипрс је имао против репрезентације Пољске, 8. септембра 1999. године на квалификацијама за Европско првенство 2000. године. Са 37 година и 137 дана био је трећи најстарији играч у Енглеској. Окончао је фудбалску каријеру 1999. године.

## Репрезентативна каријера
Након што је окончао играчку каријеру у Манчестер Ситију, Пирс је остао у клубу као тренер под менаџером Кевином Киганом. У марту 2005. године, мање од три године од одласка у пензију, постављен је за помоћника Китија након што је Киган напустио клуб. Његова прва победа била је против Ливерпула 9. априла 2005. године. Након успешних уткмица, која је клуб приближила квалификацијама за Куп УЕФА, Пирс је добио сталан посао.
Упркос успешном старту сезоне 2005/06, Манчестер Сити је завршио на 15. месту Премијер лиге због губитка девет од последњих десет утакмица. Такође су из Лига купа елиминисани. Пирс је развио репутацију поштеног, одбијајући да критикује судије због могућих грешака. Такође је проглашен као потенцијални наследник менаџера Свена-Горана Ериксона. Пирс није успео да побољша свој тим у сезони 2006/2007. године. Клуб је елининисан из Енглеског Лига купа. Пирс је отпуштен на крају сезоне у мају 2007. године. У фебруару 2007. године, пре него што је отпуштен из Манчестер Ситија, постављен је за менаџера фудбалска репрезентације Енглеске до 21 године. Са репрезентацијом стигао је до полуфинала УЕФА првенства за младе, али су елиминисани од Холандије. Након овога успеха, Пирс је постављен за стално као менаџер репрезентације Енглеске до 21 године. Након тога у јануару 2008. године Пирс је именован за тренера сениорског тима Егнглеске, поред његове дужности менаџера за репрезентацију Енглеске до 21 године. Од фебруара 2012. године, Пирс је вршио дужнос туправника старијег тима, а једини изгубљени меч у овом периоду био је пријатељски против Холандије. У јуну 2009. године Пирс је водио репрезентацију Енглеске до 21 године до финала УЕФА првенства, где су изгубили од репрезентације Немачке. Такође је био менаџер екипа до 21. године у Израелу где је репрезентације Енглеске до изгубила у групи.
Пирс је био тренер олимпијске репрезентације Велике Британије за мечеве на Летњим олимпијским играма 2012. године. Постављен је након тога за менаџера Нотингерм Фореста, од 1. јула 2014. године. Након што је Форест на почетку сезоне имао 13 од могућих 15 бодова, Пирс је именован за награду Менаџер месеца у августу исте године. Ипак, Нотинген Форест је убрзо изгубио форму и успео да оствари само 3 победе у 21 првенственој утакмици. То је довело до тога да је Пирс 1. фебруара 2012. године отпуштен. Након тога Пипрс се придружио Вест Хем јунајтеду као помоћник менаџера, у новембру 2017. године. Клуб је напустио крајем сезоне 2017/2018.

## Статистика

### Као играч
| Клуб              | Сезона            | Лига                                  | Лига | Лига | ФА куп | ФА куп | Енглески Лига куп | Енглески Лига куп | Европа | Европа | Остало | Остало | Укупно | Укупно |
| Клуб              | Сезона            | Дивизија                              | Ута  | Гол  | Ута    | Гол    | Ута               | Гол               | Ута    | Гол    | Ута    | Гол    | Ута    | Гол    |
| ----------------- | ----------------- | ------------------------------------- | ---- | ---- | ------ | ------ | ----------------- | ----------------- | ------ | ------ | ------ | ------ | ------ | ------ |
| Ковентри Сити     | 1983–84           | Прва дивизија Фудбалске лиге Енглеске | 23   | 0    | 0      | 0      | 0                 | 0                 | —      | —      | —      | —      | 23     | 0      |
| Ковентри Сити     | 1984–85           | Прва дивизија Фудбалске лиге Енглеске | 29   | 4    | 2      | 0      | 0                 | 0                 | —      | —      | —      | —      | 31     | 4      |
| Ковентри Сити     | Total             | Total                                 | 52   | 4    | 2      | 0      | 0                 | 0                 | —      | —      | —      | —      | 54     | 4      |
| Нотингем Форест   | 1985–86           | Прва дивизија Фудбалске лиге Енглеске | 30   | 1    | 0      | 0      | 4                 | 0                 | —      | —      | —      | —      | 34     | 1      |
| Нотингем Форест   | 1986–87           | Прва дивизија Фудбалске лиге Енглеске | 39   | 6    | 0      | 0      | 5                 | 2                 | —      | —      | —      | —      | 44     | 8      |
| Нотингем Форест   | 1987–88           | Прва дивизија Фудбалске лиге Енглеске | 34   | 5    | 5      | 1      | 3                 | 0                 | —      | —      | 1      | 0      | 43     | 6      |
| Нотингем Форест   | 1988–89           | Прва дивизија Фудбалске лиге Енглеске | 36   | 6    | 5      | 0      | 8                 | 1                 | —      | —      | 5      | 3      | 54     | 10     |
| Нотингем Форест   | 1989–90           | Прва дивизија Фудбалске лиге Енглеске | 34   | 5    | 1      | 0      | 10                | 2                 | —      | —      | 2      | 2      | 47     | 9      |
| Нотингем Форест   | 1990–91           | Прва дивизија Фудбалске лиге Енглеске | 33   | 11   | 10     | 4      | 4                 | 1                 | —      | —      | 2      | 0      | 49     | 16     |
| Нотингем Форест   | 1991–92           | Прва дивизија Фудбалске лиге Енглеске | 30   | 5    | 4      | 2      | 9                 | 1                 | —      | —      | 5      | 1      | 48     | 9      |
| Нотингем Форест   | 1992–93           | Премијер лига                         | 23   | 2    | 3      | 0      | 5                 | 0                 | —      | —      | —      | —      | 31     | 2      |
| Нотингем Форест   | 1993–94           | Прва дивизија Фудбалске лиге Енглеске | 42   | 6    | 2      | 0      | 6                 | 0                 | —      | —      | 1      | 0      | 51     | 6      |
| Нотингем Форест   | 1994–95           | Премијер лига                         | 36   | 8    | 1      | 0      | 3                 | 2                 | —      | —      | —      | —      | 40     | 10     |
| Нотингем Форест   | 1995–96           | Премијер лига                         | 31   | 3    | 4      | 2      | 1                 | 1                 | 8      | 0      | —      | —      | 44     | 6      |
| Нотингем Форест   | 1996–97           | Премијер лига                         | 33   | 5    | 2      | 0      | 2                 | 0                 | —      | —      | —      | —      | 37     | 5      |
| Нотингем Форест   | Укупно            | Укупно                                | 401  | 63   | 37     | 9      | 60                | 10                | 8      | 0      | 16     | 6      | 522    | 88     |
| Newcastle United  | 1997–98           | Премијер лига                         | 25   | 0    | 7      | 0      | 0                 | 0                 | 4      | 1      | —      | —      | 36     | 1      |
| Newcastle United  | 1998–99           | Премијер лига                         | 12   | 0    | 0      | 0      | 2                 | 0                 | 2      | 0      | —      | —      | 16     | 0      |
| Newcastle United  | Укупно            | Укупно                                | 37   | 0    | 7      | 0      | 2                 | 0                 | 6      | 1      | —      | —      | 52     | 1      |
| Вест Хем јунајтед | 1999–2000         | Премијер лига                         | 8    | 0    | 0      | 0      | 0                 | 0                 | 0      | 0      | —      | —      | 8      | 0      |
| Вест Хем јунајтед | 2000–01           | Премијер лига                         | 34   | 2    | 4      | 1      | 4                 | 0                 | —      | —      | —      | —      | 42     | 3      |
| Вест Хем јунајтед | Укупно            | Укупно                                | 42   | 2    | 4      | 1      | 4                 | 0                 | 0      | 0      | —      | —      | 50     | 3      |
| Манчестер Сити    | 2001–02           | Прва дивизија Фудбалске лиге Енглеске | 38   | 3    | 2      | 0      | 3                 | 0                 | —      | —      | —      | —      | 43     | 3      |
| Укупно у каријери | Укупно у каријери | Укупно у каријери                     | 570  | 72   | 52     | 10     | 69                | 10                | 14     | 1      | 16     | 6      | 721    | 99     |

### Као менаџер
Ажурирано 31. јануар 2015.
| Тим                                 | Од                 | До                | Статистика | Статистика | Статистика | Статистика | Статистика      |
| Тим                                 | Од                 | До                | P          | П          | Н          | И          | Проценат победа |
| ----------------------------------- | ------------------ | ----------------- | ---------- | ---------- | ---------- | ---------- | --------------- |
| Нотингем Форест (менаџер)           | 20. децембар 1996. | 28. фебруар 1997. | 12         | 6          | 2          | 4          | 050,0           |
| Нотингем Форест (помоћник менаџера) | 1. март 1997.      | 11. мај 1997.     | 12         | 1          | 7          | 4          | 008,3           |
| Манчестер Сити                      | 12. март 2005.     | 14. мај 2007.     | 97         | 34         | 20         | 43         | 035,1           |
| Енглеска до 21.                     | 1. фебруар 2007.   | 18. јун 2013.     | 41         | 23         | 13         | 5          | 056,1           |
| Олимпијски тим Велике Британије     | 20. октобар 2011.  | 4. август 2012.   | 5          | 2          | 2          | 1          | 040,0           |
| Нотингем Форест                     | 1. јул 2014.       | 1. фебруар 2015.  | 32         | 10         | 10         | 12         | 031,3           |
| Укупно                              | Укупно             | Укупно            | 201        | 78         | 54         | 69         | 038,8           |

## Трофеји

### Као играч
Нотингем Форест
- Енглески Лига куп: 1988/1989, 1989/1990.
- Куп пуноправних чланова: 1988/1989, 1991/1992.

Манчестер Сити
- Прва дивизија Фудбалске лиге Енглеске: 2001/2002.

Индивидуални
- Тим године по Професионалној фудбалској асоцијацији: 1987/1988, 1988/1989, 1989/1990, 1990/1991, 1991/1992.[50][51][52]
- Играч сезоне Нотингем Фореста: 1988-1989, 1990/1991, 1995/1996.[53]
- Играч месеца Премијер лиге: фебруар 2001.

### Као менаџер
Индивидуални
- Менаџер месеца Премијер лиге: јануару 1997, април 2005, август 2005.[54]